# Mjällby socken
Mjällby socken i Blekinge ingick i Listers härad, ingår sedan 1971 i Sölvesborgs kommun och motsvarar från 2016 Mjällby distrikt i Blekinge län.
Socknens areal är 77,5 kvadratkilometer, varav 77,3 land. År 2000 fanns här 5 473 invånare. Tätorterna Lörby, Hällevik, Nogersund och Hörvik samt tätorten Mjällby med sockenkyrkan Mjällby kyrka ligger i denna socken.  
Utanför Mjällby i de gamla fiskeorterna talas dialekten listerländska. Dialekten är numera på väg bort, framförallt när det gäller uttal, men vissa ord lever kvar.   

## Administrativ historik
Socknen har medeltida ursprung. 
Vid kommunreformen 1862 övergick socknens ansvar för de kyrkliga frågorna till Mjällby församling och för de borgerliga frågorna till Mjällby landskommun. Landskommunen uppgick 1971 i Sölvesborgs kommun.
1 januari 2016 inrättades distriktet Mjällby, med samma omfattning som församlingen hade 1999/2000. 
Socknen har tillhört fögderier, tingslag och domsagor enligt vad som beskrivs i artikeln Listers härad. Socknen indelades fram till 1901 i 92 båtsmanshåll, vars båtsmän tillhörde Blekinges 6:e (3:e före 1845) båtsmanskompani.

## Geografi
Mjällby socken ligger öster om Sölvesborg och omfattar större delen av Listerlandet samt Hanö. Socknen är en slättbygd på kalkstensgrund, med bergkullar längs stranden. Skog finnes kvar på flera ställen.

## Historia
1914 invigdes en bibana till Blekingebanan som kom att kallas för Listerbanan. Mjällby fick därmed järnvägsförbindelse med Sölvesborg. Listerbanan utvidgades successivt - 1917 till Hällevik och 1920 till Hörviken. 1954 lades godstrafiken ned mellan Mjällby och Hörviken. 1956 lades persontrafiken ned och sista godstrafiken till Mjällby rullade 1970. Numera är delar av den gamla järnvägen cykelbana.

### Fornminnen
Cirka 40 stenåldersboplatser finns här. Stenåldersboplatserna finns särskilt på Litorinavallen ned till Silsnäs udde och Torsö udde, norr om Mörby backe och på flygsandsvallen längs östkusten. De största boplatserna ligger vid Mörby, Lörby, Istaby, Mjällby, Hörby, Siretorp. Vid Hosaby nära Hörviksvägen, finnes en hällkista och en enmansgrav vid Lörby. Gravröse finns vid Lörby (den så kallade. Skebbashög). Järnåldersgravar finns på flera platser, som Hosaby, Knutstorp (en stor hög), Lörby, Stiby (bland annat en hög rest sten, den så kallade Stiby Cissa). En runristning, Istabystenen är känd vid Istaby, ristad med äldre runor.

## Näringsliv
Den traditionella näringen är framförallt jordbruk men även fiske. I samband med varvsdöden i början av 1980-talet blev kylartillverkaren Blackstone omlokaliserad till Mjällby med hjälp av statligt regionalstöd. Efter ett antal namnbyten heter bolaget idag Titanx.

## Namnet
Namnet (1310 Myathølby), taget från kyrkbyn, har en förled miædhal ’i mitten befintlig’ som möjligen syftar på läget mitt på Listerlandet. Enligt statistiska centralbyrån användes ibland stavningen Mellby för socknen ända in på 1930-talet. Den 17 april 1885 väcktes också förslag att döpa om socknen till Stora Mellby men det blev inte bifallet.

## Befolkningsutveckling
| Befolkningsutvecklingen i Mjällby socken 1750–1990                                                      | Befolkningsutvecklingen i Mjällby socken 1750–1990 | Befolkningsutvecklingen i Mjällby socken 1750–1990 | Befolkningsutvecklingen i Mjällby socken 1750–1990 | Befolkningsutvecklingen i Mjällby socken 1750–1990 |
| --- | -------------------------------------------------- | -------------------------------------------------- | -------------------------------------------------- | -------------------------------------------------- |
| |                                                    |                                                    |                                                    |                                                    |
| År |                                                    |                                                    | Folkmängd                                          |                                                    |
| 1750 | 1750                                               |                                                    | 1 767                                              |                                                    |
| 1760 | 1760                                               |                                                    | 2 000                                              |                                                    |
| 1769 | 1769                                               |                                                    | 2 113                                              |                                                    |
| 1780 | 1780                                               |                                                    | 2 282                                              |                                                    |
| 1790 | 1790                                               |                                                    | 2 272                                              |                                                    |
| 1800 | 1800                                               |                                                    | 2 463                                              |                                                    |
| 1810 | 1810                                               |                                                    | 2 912                                              |                                                    |
| 1820 | 1820                                               |                                                    | 3 502                                              |                                                    |
| 1830 | 1830                                               |                                                    | 3 839                                              |                                                    |
| 1840 | 1840                                               |                                                    | 4 321                                              |                                                    |
| 1850 | 1850                                               |                                                    | 5 124                                              |                                                    |
| 1860 | 1860                                               |                                                    | 5 671                                              |                                                    |
| 1870 | 1870                                               |                                                    | 6 138                                              |                                                    |
| 1880 | 1880                                               |                                                    | 6 496                                              |                                                    |
| 1890 | 1890                                               |                                                    | 6 658                                              |                                                    |
| 1900 | 1900                                               |                                                    | 6 210                                              |                                                    |
| 1910 | 1910                                               |                                                    | 5 425                                              |                                                    |
| 1920 | 1920                                               |                                                    | 5 510                                              |                                                    |
| 1930 | 1930                                               |                                                    | 5 679                                              |                                                    |
| 1940 | 1940                                               |                                                    | 5 630                                              |                                                    |
| 1950 | 1950                                               |                                                    | 5 618                                              |                                                    |
| 1960 | 1960                                               |                                                    | 5 618                                              |                                                    |
| 1970 | 1970                                               |                                                    | 5 612                                              |                                                    |
| 1980 | 1980                                               |                                                    | 5 659                                              |                                                    |
| 1990 | 1990                                               |                                                    | 5 499                                              |                                                    |
| Anm: Källor: Umeå universitet - Tabellverket 1749-1859, Demografiska databasen, CEDAR, Umeå universitet |                                                    |                                                    |                                                    |                                                    |

### Fotnoter
1. 1 2 3  Svensk Uppslagsbok andra upplagan 1947–1955: Mjällby socken
2. 1 2  Harlén, Hans; Harlén Eivy (2003). Sverige från A till Ö: geografisk-historisk uppslagsbok. Stockholm: Kommentus. Libris 9337075. ISBN 91-7345-139-8
3. ↑  "Ostkanten" om Blekinge och Södra Möres båtsmän
4. ↑  Geografiskt-statistiskt handlexikon öfver Sverige, C.M. Rosenberg 1882-83.
5. 1 2  Sjögren, Otto (1932). Sverige geografisk beskrivning del 3 Blekinge, Kristianstads, Malmöhus och Hallands län samt staden Göteborg. Stockholm: Wahlström & Widstrand. Libris 9940
6. 1 2 3  Nationalencyklopedin
7. ↑  ”Järnvägar i historien Händelser år 1914”. Historiskt om Svenska Järnvägar. http://www.historiskt.nu/bandata/bandelsdata/LOK-reg/H1900.htm#%C3%A5r1914. Läst 14 maj 2013.
8. ↑  Smalspårsjärnvägar
9. ↑  Fornlämningar, Statens historiska museum: Mjällby socken
10. ↑  Fornminnesregistret, Riksantikvarieämbetet: Mjällby socken Fornminnen i socknen erhålls på kartan genom att skriva in sockennamn (utan "socken") i "Ange geografiskt område"
11. ↑   Kammarens protokoll 1980/1981
12. ↑  Blekinge Läns Tidningar Arkiverad 24 september 2009 hämtat från the Wayback Machine.
13. ↑  SCB Folkräkningen 1930 del 1 Arkiverad 24 september 2015 hämtat från the Wayback Machine. sida 117 i pdf:en anm. till Blekinge län not 9